# Comitato Olimpico delle Isole Vergini Americane
Il Comitato Olimpico delle Isole Vergini Americane (noto anche come Virgin Islands Olympic Committee in inglese) è un'organizzazione sportiva olimpica, nata nel 1967 a Saint Croix, Isole Vergini Americane.
Rappresenta questa nazione presso il Comitato Olimpico Internazionale (CIO) dal 1967 ed ha lo scopo di curare l'organizzazione ed il potenziamento dello sport nelle Isole Vergini Americane e, in particolare, la preparazione degli atleti di questa nazione, per consentire loro la partecipazione ai Giochi olimpici. L'associazione è, inoltre, membro dell'Organizzazione Sportiva Panamericana.
L'attuale presidente dell'organizzazione è Hans Lawaetz, mentre la carica di segretario generale è occupata da Ángel Morales.